# (34058) 2000 OT44
2000 OT44 (asteroide 34058) é um asteroide da cintura principal. Possui uma excentricidade de 0.19107100 e uma inclinação de 12.34062º.
Este asteroide foi descoberto no dia 30 de julho de 2000 por LINEAR em Socorro.